# 亞洲電視兒童台
《亞洲電視兒童台》（英語：ATV Kids Channel）是香港亞洲電視製作的兒童電視節目，在本港台播出，每日有不同主題。

## 播出時間

### 首播
- 逢星期一至星期五16:00–16:30（2001年4月23日－2007年10月5日）

### 重播
- 逢星期一至星期五10:15–10:45
- 星期六或星期日16:00–16:30，逢賽馬日則為10:30–11:00

## 小主持
- 李值豪
- 林珊珊
- 胡希文
- 胡敏嘉（現時為偶像組合乙女新夢隊長）
- 張裕里
- 梁兆茵
- 梁敏兒
- 郭佳欣
- 陳家和
- 陳祖兒
- 陳嘉兒
- 陳穎妮
- 勞子諾
- 楊凱澂
- 劉啟邦
- 霍渭瑤

## 外部連結
- 亞洲電視兒童台